# Rivolte contadine (dinastia Ming)
Le rivolte contadine del tardo periodo Ming (zh. 明末民變S) furono una serie di rivolte contadine che interessarono le ultime decadi della dinastia Ming, dal 1628 al 1644, causate da disastri naturali nello Shaanxi, nello Shanxi e nel Henan. Allo stesso tempo, la rivolta di She-An e le successive invasioni degli Jurchen-Manciù costrinsero il governo Ming a tagliare i fondi per il servizio postale, provocando la disoccupazione di massa degli uomini nelle province colpite duramente dai disastri naturali. Incapace di far fronte a tre grandi crisi contemporaneamente, la dinastia Ming crollò nel 1644.

## Contesto
Il terzo decennio del XVII secolo si aprì per l'impero cinese della dinastia Ming all'insegna dell'instabilità dei confini e delle province settentrionali.

Anzitutto, nel 1618, gli Jurchen della Manciuria, sotto il khagan Nurhaci (r. 1618-1626), iniziarono il sistematico attacco della Cina. Nel 1621, i capi-tribù degli Yi del Sichuan e del Guizhou, She Chongming e An Bangyan, si rivoltarono all'oppressione fiscale dei Ming, imposta proprio per contenere la minaccia manciù, innescando una rivolta che sarebbe durata sino al 1629: c.d. "Rivolta di She-An". Nel 1626, l'esplosione dell'Arsenale Imperiale a Pechino uccise circa 20 000 persone, privò l'esercito imperiale di preziosissime risorse e diede un importante colpo alla già traballante autorità della dinastia. Entro il 1627, la guerra con gli Jurchen (che si presentavano come eredi dell'antica dinastia Jin, da cui il nome "dinastia Jin posteriore" seppur passarono poi alla storia come dinastia Qing) e con gli Yi avevano ormai prosciugato le casse dei Ming, lasciando al fisco imperiale soltanto sette milioni di tael d'argento nel caveau di Taicang.
La Cina era inoltre afflitta, nelle decadi iniziali del Seicento, da disastri naturali (secondo alcuni storici dovuti alla piccola era glaciale) nelle province settentrionali dell'impero, fond. Shaanxi e Shanxi: es. nel '27 una diffusa siccità nello Shaanxi portò alla fame di massa poiché i raccolti fallirono e la gente si abbandonò al cannibalismo! I disastri naturali nello Shaanxi non erano insoliti ma negli ultimi 60 anni dei Ming furono particolarmente gravi e non ci fu un solo anno in cui lo Shaanxi non subì una qualche calamità: tempeste, terremoti e carestie. Poco più a sud, anche la provincia del Henan, limitrofa allo Shaanxi, soffriva la fame: si diceva che «i chicchi di riso vi diventassero preziosi come le perle.»
La stessa dinastia imperiale regnante attraversava una congiuntura drammatica. Scomparso il principe Zhu Cijiong nell'esplosione dell'Arsenale, l'imperatore Tianqi morì senza eredi diretti nel '27 ed il trono passò a suo fratello minore, Chongzhen (r. 1627-1644), che per prima cosa epurò il capo eunuco Wei Zhongxian, da lui sempre odiato ed in quel momento impegnato a complottare contro di lui, rimuovendo quello che di fatto era un fattore stabilizzante all'interno della corte Ming, avendo l'eunuco gestito la corte, e il paese, dalla morte del padre di Tianqi e Chongzen, Taichang. Le lotte intestine tra la "fazione Dinglin", in precedenza brutalmente perseguitata e repressa da Wei, e i suoi vari oppositori politici s'intensificarono ulteriormente e ciò, unitamente all'avventatezza di alcune decisioni di Chongzhen, accelerò ulteriormente il declino dei Ming. Tra le altre cose, Chongzhen era uso cambiare continuamente il suo Gran Segretario e quindi a privare il governo della concreta possibilità di fornire una risposta politica coerente alla crisi sistemica in corso: il solo regno di Chongzhen registrò la nomina di 50 grandi segretari nominati, cioè i 2/3 di tutti i detentori di tale carica in epoca Ming.
Chiamato a gestire la crisi finanziaria provocata dai conflitti in atto, Chongzhen risolse di tagliare i finanziamenti per il servizio postale Ming, provocando la disoccupazione di massa di un gran numero di uomini delle province centrali e settentrionali intorno alla regione del Fiume Giallo, cioè appunto Shaanxi, Shanxi ed Henan. Ciò a sua volta contribuì al generale deterioramento del controllo governativo dell'area favorendo il dilagarvi del banditismo che divenne endemico negli ultimi decenni dei Ming.

## Le rivolte

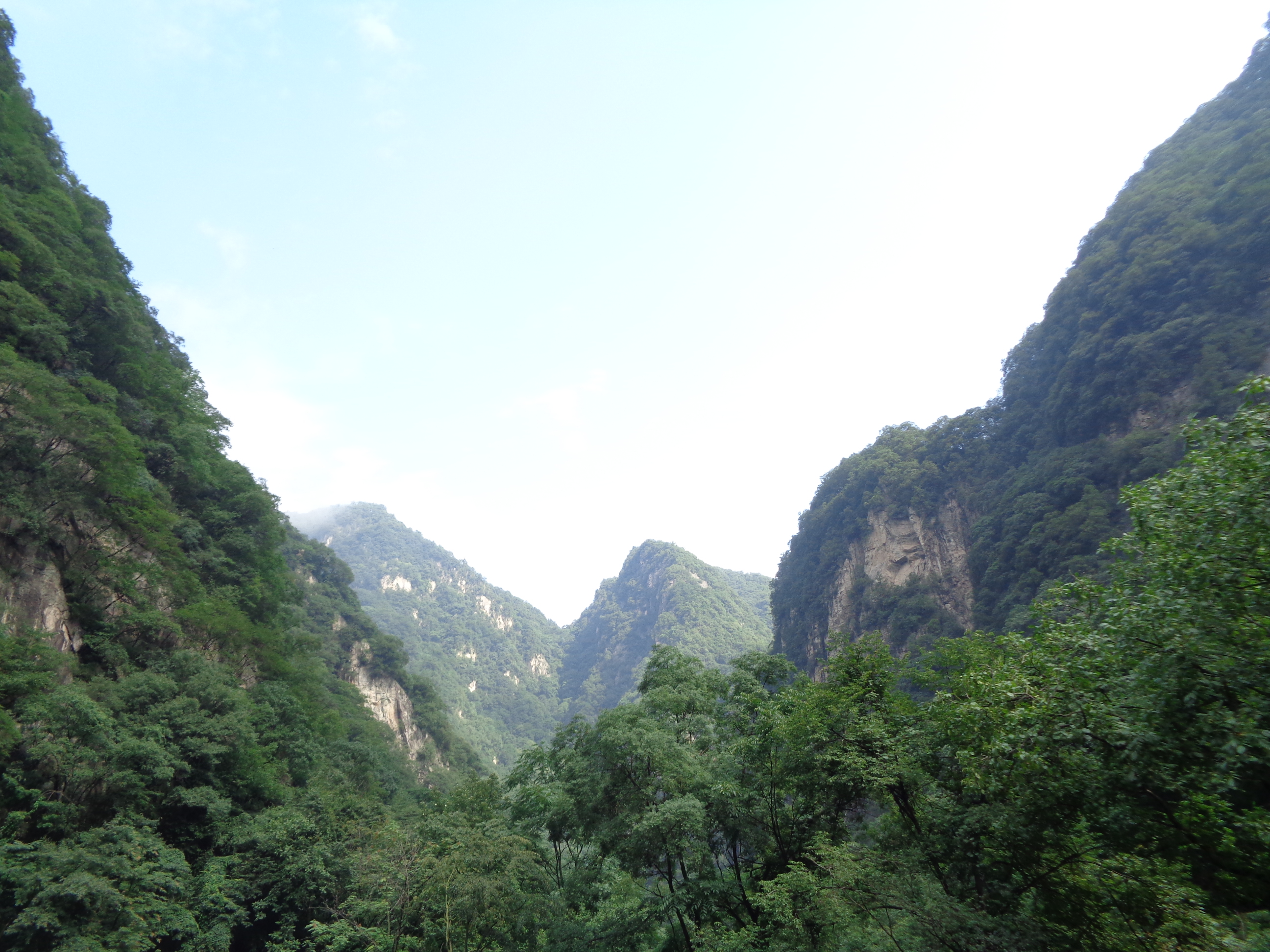
Veduta del monte Taibai (m. 3767), la cima più alta dei monti Qin nello Shaanxi.

Nella primavera del 1628, Wang Jiayin iniziò una rivolta nello Shaanxi con circa 6 000 seguaci, uno dei quali era Zhang Xianzhong, che in futuro avrebbe spopolato il Sichuan. La ribellione non rappresentava una minaccia per l'esercito Ming ma a causa dell'aspro terreno montuoso del territorio, attraversato da est a ovest dalla catena dei monti Qin, l'esercito di pacificazione Ming di 17 000 soldati non fu in grado di eradicare efficacemente i ribelli.
Un altro capo bandito, Gao Yingxiang, si ribellò e poco dopo si unì a Wang Jiayin.
All'inizio del 1629, il veterano leader anti-ribelle Yang He fu chiamato in servizio e nominato comandante supremo delle tre regioni di confine. He scoprì che la situazione erano ancora più terribile di quanto apparisse: gli stipendi per i soldati dello Shaanxi erano in arretrato di tre anni ed quegli stessi soldati che, disertando, gonfiavano le file dei ribelli. Yang non fu in grado di sopprimere i ribelli di Wang Jiayin che presero diverse fortezze isolate fino al 1630. La politica di amnistia di Yang per i contadini arresisi fu generalmente inefficace poiché, una volta rientrati nelle loro case, gli amnistiati si univano ad altre bande ribelli poco dopo. Nonostante le vittorie Ming in battaglia, le ribellioni contadine sarebbero rimaste un grosso problema sino alla fine della dinastia. Yang He fu accusato ed arrestato per inefficacia e sostituito da Hong Chengchou che in seguito avrebbe disertato in favore dei Qing. I suoi subordinati, in particolare i fratelli Cao Wenzhao e Cao Bianjiao, erano imprudenti. I soldati massacrarono sia ribelli sia civili per ottenere ricompense: es. un funzionario (poi retrocesso) presentò teste di donne, sostenendo che fossero banditi, pur di riscuotere la relativa taglia.
Si stima che nel 1631 ci fossero circa 200 000 ribelli operanti in 36 gruppi distinti nelle province settentrionali dell'Impero.

### Zhang Xianzhong
Zhang Xianzhong era originario di Yan'an, nello Shaanxi. Si diceva che fosse forte, valoroso ma anche peloso e bramoso di uccidere. Nella sua biografia ufficiale si dice che «se passava un solo giorno e lui non uccideva qualcuno, allora era davvero infelice.» Quando la sua famiglia lo rinnegò per aver litigato ripetutamente con i suoi coetanei, si arruolò nell'esercito che lo condannò a morte per aver infranto la legge marziale. Un ufficiale di nome Chen Hongfan lo risparmiò perché impressionato dal suo valore. Zhang Xianzhong si unì alla ribellione e seguì Ma Shouying che lo nominò sottufficiale e lo chiamò la "Tigre Gialla". Alla fine, le difficoltà colpirono nell'inverno del 1631 e Zhang fu costretto ad arrendersi con Luo Rucai, la prima di diverse volte in cui lo avrebbe fatto per convenienza.

### Li Zicheng
Li Zicheng era il secondo figlio di Li Shouzhong e proveniva dalla Contea di Mizhi, nello Shaanxi. Mostrò un'attitudine per il tiro con l'arco a cavallo in tenera età ma fu costretto a diventare un pastore all'età di dieci anni a causa della povertà. Divenne orfano quando sua madre morì tre anni dopo. Si arruolò nell'esercito all'età di 16 anni ma in seguito se ne andò ed entrò nel servizio postale nel 1626. Ad un certo punto, divenne un fuorilegge per aver ucciso un uomo che aveva trovato a letto con sua moglie dopo essere tornato da un lungo viaggio di lavoro. Arrestato e imprigionato, fu liberato dal nipote Guo Li con cui fuggì. A Gansu, si arruolò nuovamente nell'esercito e divenne comandante d'una squadra di 50 uomini. Dopo aver preso parte alla soppressione del ribelle Gao Yingxiang, divenne a sua volta un ribelle a causa dell'accusa del furto di razioni.

### Moltiplicarsi delle rivolte
Nel 1633, i ribelli si erano ormai diffusi in Huguang, Sichuan e Shanxi. Chen Qiyu fu nominato comandante supremo di Shaanxi, Shanxi, Henan, Huguang e Sichuan. Cacciò Zhang Xianzhong e Luo Rucai dal Sichuan. I ribelli nel Henan furono spinti a ovest finché non furono imbottigliati nell'angolo sud-occidentale dell'area, nella gola di Chexiang. Le forti piogge li fiaccarono per 40 giorni e, dopo settimane di privazioni, 13 000 ribelli, tra cui Li Zicheng, si arresero a Chen Qiyu. Furono riportati alle loro case sotto scorta ma quando 36 ribelli furono uccisi e le loro teste appese alle mura della città, scoppiò una nuova rivolta su vasta scala che vanificò il successo appena riportato dai Ming.
Li Zicheng, tornato al comando d'una grossa forza ribelle, assediò Longzhou ma ne fu scacciato da Zuo Guangxian. Nonostante l'incapacità dei ribelli di conquistare città ben difese, anche l'esercito Ming non fu in grado di sconfiggerli in modo decisivo, così i Ming iniziarono a costruire fortini di presidio per meglio controllare la campagna. Nel 1635 ebbe luogo a Rongyang, nel Henan centrale, un incontro tra i principali gruppi ribelli. Zhang Xianzhong e Gao Yingxiang furono incaricati di prendere lo Zhili meridionale, Luo Rucai di difendere il Fiume Giallo e Ma Shouying di guidare la divisione mobile. Zhang e Gao saccheggiarono la Contea di Fengyang, dimora ancestrale dell'imperatore Hongwu, fondatore della dinastia Ming, e luogo della sua tomba. Oltre 4 000 funzionari Ming furono uccisi e 2 600 strutture bruciate. Durante l'operazione, si verificò una disputa tra Li Zicheng e Zhang Xianzhong sull'opportunità o meno di uccidere gli eunuchi che portò allo scioglimento dell'alleanza ribelle. Separatisi, Li si spostò a ovest e Zhang a est.
Zhang Xianzhong non riuscì a prendere la città di Luzhou, pesantemente difesa con cannoni che inflissero pesanti perdite ai ribelli, uccidendone 1 100 Li Zicheng continuò la rivolta per tutto il biennio 1635-1636 con modesto successo; tuttavia, un suo luogotenente disertò ai Ming portando con sé la donna di Li. Li perse Xianyang in favore dei Ming poco dopo. A nord, un forte esercito Ming di 43 000 uomini entrò nel Henan sotto il comando diretto di Hong Chengchou ma non riuscì a sbaragliare i ribelli e subì persino una sconfitta. Lu Xiangsheng fu allora incaricato della pacificazione dei ribelli a Huguang. Nel frattempo i Ming subirono un grave smacco quando le forze ribelli circondarono Cao Wenzhao quando questi si allontanò eccessivamente dai suoi e s'imbatté nelle forze di cavalleria ribelle, risolvendo di uccidersi per evitare la cattura.
I ribelli erano diventati meglio organizzati e nel 1636 disponevano persino di cannoni pesanti. Gao Yingxiang si mosse verso Taozhou e schiacciò un esercito Ming mentre si recava a Nanchino. Gao fu poi sconfitto in una serie di battaglie contro Lu Xiangsheng ma riuscì a scappare. Lu non fu in grado di dare seguito alle sue vittorie e fu richiamato alla frontiera settentrionale per affrontare l'invasione manciù. Sun Chuanting fu nominato Gran Coordinatore dello Shaanxi. Sun catturò Gao Yingxiang quando invase lo Shaanxi e lo mandò a Pechino dove fu smembrato. I suoi seguaci si unirono ad altri leader ribelli come Li Zicheng e Lao Huihui.
Le rivolte peggiorarono ulteriormente quando l'imperatore Chongzhen aumentò le tasse nel 1637 per finanziare l'esercito. Un nuovo Vice-Ministro della Guerra, Xiong Wencan, fu incaricato delle attività generali di pacificazione dei ribelli ma Hong Chengchou e Zuo Liangyu sostanzialmente ignorarono tutti i suoi ordini. Hong sconfisse Li Zicheng nel Sichuan ma la vittoria significò poco contro le forze ribelli, anche perché l'esercito Ming saccheggiava e stuprava nell'area liberata dai ribelli! Le forze imperiali continuarono a vincere Li Zicheng e Zhang Xianzhong senza riusciere ad ucciderli o catturarli. Ad un certo punto, Zhang Xianzhong si arrese e ricevette truppe e rifornimenti con la promessa che avrebbe combattuto contro Li Zicheng.
Nel biennio 1638-1639, terremoti sconvolsero il Sichuan e le locuste devastarono Suzhou. I ribelli guadagnarono slancio quando ancora più rifugiati si unirono a loro per aumentare le loro probabilità di sopravvivenza. Li Zicheng continuò a perdere battaglie e fuggì sulle montagne. Luo Rucai si arrese ai Ming. Per un po', sembrò che la vittoria finale fosse a portata di mano per l'imperatore ma i Qing invasero nuovamente la Cina nel 1638, esacerbando le già scarse risorse del fisco di Pechino. Nel 1639, Zhang Xianzhong si ribellò nuovamente dopo essersi ripreso la Contea di Gucheng (Hubei): aprì le prigioni e uccise i funzionari locali. Unendo le forze, Zhang e Luo attaccarono la vicina città di Fangxian, poi si spostarono verso le montagne boscose del confine con lo Shaanxi. Zuo Liangyu fu inviato contro i ribelli ma cadde in un'imboscata vicino al Monte Luoying e subì 10 000 perdite. Xiong Wencan fu accusato e sostituito da Yang Sichang.
Sebbene Yang Sichang e Zuo Liangyu si scontrassero sulla politica, ottennero una serie di vittorie contro i ribelli dal 1639 al 1640. Sembrò nuovamente che i Ming stessero finalmente invertendo la tendenza. Zuo inflisse una grave sconfitta a Zhang Xianzhong vicino al Monte Manao, uccidendo 3 500 persone e catturando diversi comandanti. Zhang fuggì nel Sichuan occidentale. Yang divenne diffidente nei confronti dei successi di Zuo e cercò di promuovere un altro generale, He Renlong, come suo pari ma quando ciò non funzionò, entrambi i generali furono alienati. Nell'inverno del 1640, il Sichuan fu devastato da Zhang Xianzhong, mentre le forze Ming disertavano quotidianamente. Yang chiese di essere sollevato dal comando ma l'imperatore Chongzhen rifiutò e gli inviò più fondi per medicine e soccorsi contro la carestia.

### Ascesa di Li Zicheng (1641-1644)
(Li Zicheng)

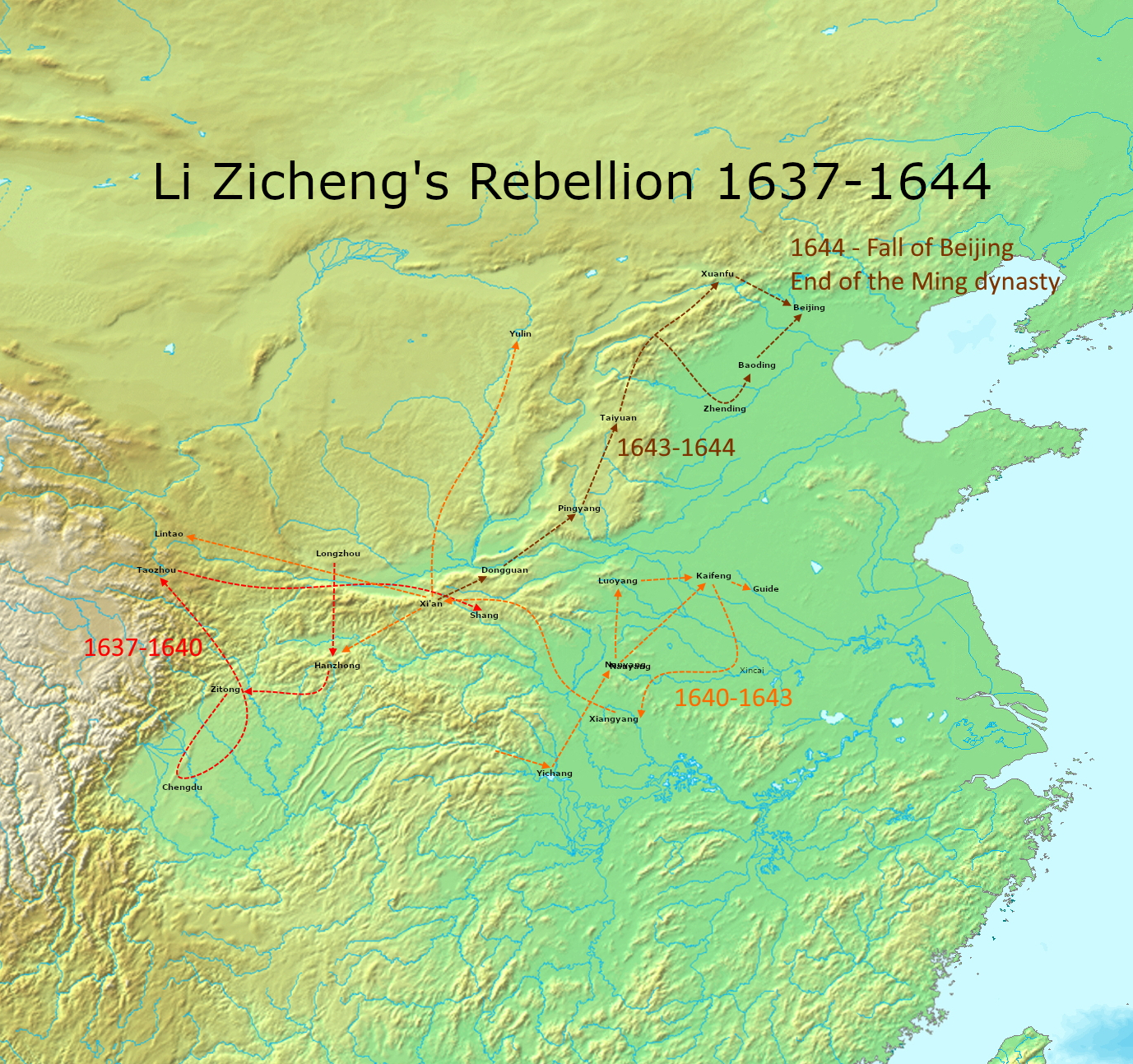
La ribellione di Li Zicheng (1637–1644).

Nel 1641, Zhang Xianzhong catturò Xiangyang e Li Zicheng catturò Luoyang . Li perse presto Luoyang, riconquistata dai Ming, ma a quel punto era ormai riconosciuto come il principale leader ribelle. Con il suo vasto seguito assediò Kaifeng. Sentendo ciò, Yang Sichang smise di mangiare e morì in primavera. Fu sostituito da Ding Qirui. Nel frattempo Zhang Xianzhong fu respinto e costretto a tornare a ovest da Yunyang. Anche se l'apparato militare Ming stava crollando, nel quadriennio 1641-1644, otteneva ancora vittorie locali sui ribelli.
Ding Qirui non fu capace di controllare i suoi uomini affamati che saccheggiarono le città attraversate: alcuni semplicemente disertarono in cerca di cibo. Ding fu messo sotto accusa e sostituito da Fu Zonglong. L'esercito di Zhang Xianzhong era aumentato di 100 000 uomini ma non fu in grado di ottenere vittorie importanti contro i Ming se non nella presa delle città nel Sichuan, poi sede d'un massacro. Luo Rucai lasciò Zhang e si unì a Li Zicheng. Li catturò sia Xincai sia Nanyang e nel frattempo uccise Fu Zonglong e Meng Ruhu. He Renlong fu giustiziato perché sospettato di aiutare i ribelli.
Nel 1642, Xiangcheng, Shucheng, Runing, Xiangyang, De'an e Chengtian caddero tutti sotto Li Zicheng e Zhang Xianzhong prese Luzhou. L'assedio di Kaifeng da parte di Li andò male mentre tentava di prendere la città fortemente difesa. Durante un attacco, perse un occhio a causa d'una freccia. La città fu finalmente conquistata il 7 ottobre 1642, deviando un fiume e allagando la città, uccidendo 270 000 persone. I ribelli saccheggiarono ciò che ne restava e si ritirarono.

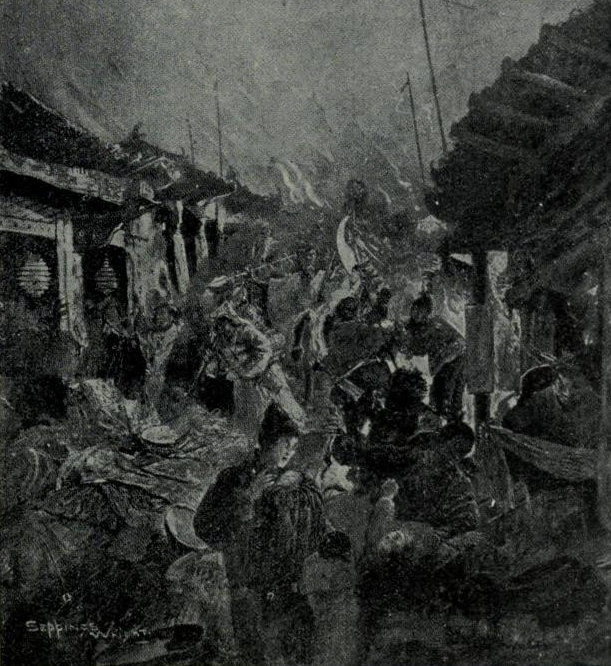
L'esercito di Li Zicheng saccheggia Pechino - ill. del XX secolo.

Nel 1643, i ribelli si unirono in due grandi fazioni: Li Zicheng nella Cina centrale e Zhang Xianzhong nel Sichuan. Li si dichiarò "Principe di Shun" e Zhang si dichiarò "Principe dell'Ovest". Wuchang, Hanyang e Changsha caddero sotto Zhang. Li si sentì minacciato dal crescente successo del rivale e mise una taglia sulla sua testa. Consolidò poi il suo potere all'interno della fazione che comandava eliminando Luo Rucai e altri banditi locali. In autunno, l'imperatore Chongzhen ordinò a Sun Chuanting di attaccare Li. Fu l'ultima offensiva Ming: l'esercito imperiale fu completamente distrutto e Sun ucciso in battaglia. Li proseguì catturando Xi'an che gli si arrese senza combattere.
Nel 1644, Li Zicheng dichiarò la fondazione dell'effimera dinastia Shun. A Pechino, Chongzhen fece un ultimo disperato tentativo di radunare un esercito di miliziani civili per inviarli contro di lui. Più della metà dell'esercito disertò però prima di essere a 100 lǐ di distanza da Pechino. Li avanzò verso la capitale Ming da due direzioni, prendendo Taiyuan, Datong e Changping nella marcia. Il 24 aprile, uno degli eunuchi di Chongzhen ordinò l'apertura dei cancelli ai ribelli ma le guardie rifiutarono. La guarnigione cittadina sparò con i suoi cannoni in una grande dimostrazione di forza ma non aveva munizioni! Quando i ribelli si resero conto che veniva sparata solo polvere, attaccarono in forze e presero le porte della città in una breve lotta. L'imperatore Chongzhen ordinò alla famiglia imperiale di suicidarsi. Prima d'impiccarsi, Chongzhen tagliò il braccio di una delle principesse che non riuscivano a suicidarsi. Era ancora viva il giorno dopo quando i ribelli la trovarono. La vittoria di Li Zicheng fu di breve durata. Il mese successivo, il generale Wu Sangui, capo delle forze cinesi che sbarravano al Passo Shanhai l'avanzata dei Manciù, incollerito per il massacro della propria famiglia ordinato da Li in risposta alla sua tiepida manifestazione di fedeltà nei confronti della dinastia Shin, disertò ai Qing e insieme sconfissero Li nella Battaglia del passo Shanhai. La dinastia Shun fu smantellata l'anno successivo e lo stesso Li scomparve nel caos.
Da parte sua, il 25 luglio 1644, Zhang Xianzhong conquistò la città di Chongqing dopo diversi giorni di combattimenti. Secondo le cronache dell'epoca, fece mozzare le mani ai difensori della città e massacrò gran parte della popolazione. Tra il terrore causato dalle sue azioni e le sue promesse di salvare le vite di coloro che s'arrendevano, Zhang riuscì a conquistare facilmente la maggior parte del Sichuan. Catturò Chengdu il 9 settembre 1644 e subito dopo conquistò il resto del Sichuan, senza incontrare molta resistenza. Stabilì la sua corte a Chengdu che ribattezzò Xijing (西京, capitale occidentale), e si autoproclamò re della dinastia Daxi (大西王朝, Grande dinastia dell'Ovest). In un primo momento, Zhang cercò d'istituire un'amministrazione civile a livello provinciale che gli permise di ottenere il sostegno della popolazione locale e degli ex-funzionari Ming, messisi al suo servizio. Dopo aver perso Chongqing a favore dei Ming Meridionali, la dinastia "lealista" anti-Qing formatasi nelle province meridionali della Cina dopo la morte di Chongzhen, nel 1645, Zhang avviò però una politica di massacri e terrore che gli alineò il sostegno della popolazione del Sichuan. Fu ucciso dalle truppe Qing nel 1647 mentre tentava di fuggire nello Shaanxi.

### Esplicative
1. ↑  Lo sforzo bellico richiesto per sedare la sola Rivolta di She-An costò ai Ming un totale di 35 milioni di tael d'argento e consumò 145 miliardi di chilogrammi di grano - Dardess 2012, p. 10.
2. ↑  A titolo di es.: il 24 gennaio 1556 uno dei più devastanti terremoti della storia colpì la provincia dello Shaanxi, nei pressi di Hua Shan (Weinan), provocando la morte di circa 830 000 persone.

### Bibliografiche
1. ↑  Swope 2014, p. 43.
2. ↑  (EN) Naixi Feng, Mushroom Cloud Over the Northern Capital: Writing the Tianqi Explosion in the Seventeenth Century, in Late Imperial China, vol. 41, n. 1, 9 giugno 2020,  pp. 71-112, DOI:10.1353/late.2020.0001, ISSN 1086-3257 (WC · ACNP). URL consultato il 5 aprile 2021.
3. ↑  Swope 2014, p. 71.
4. ↑  (EN) Ka-wai Fan, Climatic change and dynastic cycles in Chinese history: A review essay, in Climate Change, vol. 101, 3-4, 2010,  pp. 565-573, DOI:10.1007/s10584-009-9702-3.
5. ↑  Swope 2014, p. 76.
6. ↑  (EN) John W. Dardess, Blood and History in China: The Donglin Faction and its Repression, Honolulu, University of Hawaii Press, 2002,  p. 154.
7. ↑  Dardess 2002, pp. 154-155.
8. ↑  Wakeman 1985, pp. 87-90.
9. ↑  Swope 2014, p. 72.
10. 1 2  Swope 2014, pp. 76-77.
11. ↑  Swope 2014, pp. 77-79.
12. 1 2  Swope 2014, p. 104.
13. 1 2  (EN) Chang Hsien-chung, su Eminent Chinese of the Ch'ing Period, Qing Research Portal, Dartmouth College. URL consultato il 20 novembre 2022 (archiviato dall'url originale il 7 marzo 2014).
14. ↑  Swope 2014, p. 105.
15. 1 2 3 4 5 6 7 8 9 10 11 12 13  Swope 2014.
16. ↑  Wakeman 1985, pp. 291-318.
17. ↑  (EN) James B. Parsons, The Culmination of a Chinese Peasant Rebellion: Chang Hsien-chung in Szechwan, 1644–46, in Association for Asian Studies, vol. 16, maggio 1957,  pp. 387-400, DOI:10.2307/2941233.
18. 1 2  (EN) Kim Hunter Gordon e Jesse Watson, Chongqing & The Three Gorges, 2011,  pp. 60-61, ISBN 978-7-5022-5215-1.

### Fonti
- (ZH) Ming Shilu, XIV-XVII secolo.
- (ZH) Storia dei Ming, XVII-XVIII secolo.

### Studi
- (EN) John Dardess, Ming China 1368-1644 A Concise History of A Resilient Empire, Rowman & Littlefield Publishers, Inc., 2012.
- (EN) Kenneth Swope, The Military Collapse of China's Ming Dynasty, Routledge, 2014.
- (EN) Frederic Wakeman, The Great Enterprise: The Manchu Reconstruction of Imperial Order in Seventeenth-Century China, vol. 1, University of California Press, 1985.